# National Film Archive of India
Das National Film Archive of India (NFAI) ist das nationale Filmarchiv Indiens in Pune. Es wurde im Jahre 1964 zunächst als Nebeneinrichtung des Film and Television Institute of India gegründet und untersteht dem Ministry of Information and Broadcasting. Außenstellen des NFAI finden sich in Bangalore, Kolkata und Thiruvananthapuram.
Das NFAI hat den Auftrag:
- Das Filmerbe des indischen Films zu dokumentieren und für kommende Generationen zu bewahren
- Eine repräsentative Sammlung des internationalen Filmguts zusammenzustellen
- Filmspezifische Daten – sei es auf Zelluloid, auf VHS-Video, auf Tonträgern oder in Form von Fotos und Postern – zu bewahren und aufzuarbeiten
- Forschung zum Thema Film zu fördern und selbst entsprechende Forschung zu betreiben
- Indische Filmkunst weltweit bekannt zu machen und umgekehrt einem indischen Publikum das internationale Filmgeschehen in der Form von Festivals und Präsentationen nahe zu bringen
- Die Filmkunst zu verbreiten

Die Initiative zur Gründung ging von dem filminteressierten Bibliotheksangestellten P. K. Nair aus, der von 1982 bis zu seiner Pensionierung 1991 erster Direktor des Filmarchivs war.
Das Archiv enthält über 130.000 Fotos, mehr als 16.000 Filmplakate, fast 12.000 Liedtexte sowie Presseausschnitte und Schallplatten. Die Bibliothek umfasst eine Sammlung von etwa 25.000 Büchern zum Thema Film und Kino, wie sie weltweit erschienen sind.
Das NFAI kommt seinem Auftrag nach und präsentiert in seinem modern ausgestatteten, klimatisierten Kinosaal, der Platz für ca. 600 Besucher bietet, fast täglich Filme und Filmreihen und arbeitet dabei eng mit nationalen und internationalen Institutionen – darunter auch der EU, dem Max Müller Bhavan und der Alliance française – zusammen, um die Filmkunst zu fördern und zu pflegen. Vorführungen, Workshops, Seminare und andere Veranstaltungen finden landesweit statt.
Eine aufwändige Aufgabe, der sich das NFAI derzeit trotz durchaus limitierter Mittel unter einigen Mühen stellt, ist die Bewahrung und Sicherung seines umfangreichen Bestandes an Filmkopien, auch durch Digitalisierung.
Gegenwärtiger Leiter des NFAI ist Prakash Magdum.
Das NFAI befindet sich in Pune in zentraler Lage im Stadtteil Kothrud und ist auf einem parkähnlichen Grundstück angesiedelt.